# دان پوریک
دان پوریک (رومانیایی: Dan Puric؛ ‏ تلفظ رومانیایی: [dan ˈpurik]؛ زادهٔ ۱۲ فوریهٔ ۱۹۵۹) بازیگر و کارگردان فیلم اهل رومانی است.
از فیلم‌ها یا مجموعه‌های تلویزیونی که وی در آن‌ها نقش داشته است، می‌توان به اورینت اکسپرس اشاره نمود.